# Rectify
Rectify är en amerikansk dramaserie från 2013 på fyra säsonger. Den handlar om en man som oskyldigt suttit inspärrad i dödscell i tjugo års tid. Serien är primärt ett drama som utforskar huvudkaraktären Daniel Holdens återgång till det vanliga livet men parallellt utforskas också själva brottet.
Serien är skapad av Ray McKinnon för SundanceTV. Rollerna spelas av Aden Young, Abigail Spencer, J. Smith-Cameron, Adelaide Clemens, Clayne Crawford, and Luke Kirby.